# 톰 배럭
토머스 J. 배럭 주니어(영어: Thomas J. Barrack Jr., 1962년 12월 21일 ~ )은 미국의 투자가이다. 부동산 투자 회사 콜로니 캐피털의 설립자이자 전 회장이다. 조부가 레바논 태생 미국인인 레바논계 미국인이다.